# Guido van Rossum
Guido van Rossum (nascut el 31 de gener de 1956) és un programador informàtic neerlandès, és més conegut com l'autor del llenguatge de programació Python. A la comunitat Python, Van Rossum se'l coneix com "un dictador benevolent de per vida", cosa que significa que continua supervisant el procés de desenvolupament de Python i la presa de decisions quan sigui necessari. Actualment treballa per a Microsoft, on dedica la meitat del seu temps a treballar en el desenvolupament de Python.

## Biografia
Van Rossum va néixer i es va criar als Països Baixos, on va estudiar matemàtiques i ciències de la computació a la Universitat d'Amsterdam el 1982. Més tard va treballar per a diversos instituts de recerca, incloent-hi el CWI a Amsterdam, l'Institut Nacional d'Estàndards i Tecnologia (NIST) de Gaithersburg, Maryland, i la Corporació Nacional per a Iniciatives de Recerca (CNRI) a Reston, Virginia.
El desembre de 2005, Van Rossum va ser contractat per Google. Va escriure una interfície web per a Google en Python.
Van Rossum, el 2001, va rebre el Premi per a la Promoció de Programari Lliure de la Free Software Foundation (FSF) a la conferència de 2002 FOSDEM a Brussel·les, Bèlgica. Guido també va rebre un premi NLUUG el maig de 2003 i el 2006 va ser reconegut com a "enginyer distingit" per l'Associació de Maquinària Informàtica.